# Dennis Ward
Dennis Ward (Dallas, Texas, 22 de novembro de 1967) é um baixista e produtor musical. Como músico, faz parte da banda Pink Cream 69 desde 1987; como produtor, trabalha com artistas de rock e metal, como Angra, Edenbridge e sua própria banda, o Pink Cream 69.

## Trabalhos

### Produção[2]

#### Angra
- Rebirth - 2001
- Rebirth World Tour: Live in São Paulo (CD) - 2002
- Rebirth World Tour: Live in São Paulo (DVD) - 2002
- Hunters and Prey - 2002
- Temple of Shadows - 2004
- Aurora Consurgens - 2006
- Cycles of Pain - 2023

#### Edenbridge
- Sunrise in Eden - 2000
- Arcana - 2001
- Aphelion - 2003
- Shine - 2004
- The Grand Design - 2006

#### Kiko Loureiro
- No Gravity - 2005
- Universo Inverso - 2006
- Fullblast - 2009

#### Edu Falaschi
- Vera Cruz - 2021
- Eldorado - 2023